# Acétolactate décarboxylase
L'acétolactate décarboxylase est une lyase qui catalyse la réaction :
acétolactate  {\displaystyle \rightleftharpoons }  acétoïne + CO2.
Cette enzyme peut être employée dans le brassage de la bière pour améliorer l'efficacité de la fermentation alcoolique.